# Демувиль
Демуви́ль (фр. Démouville) — коммуна во Франции, находится в регионе Нижняя Нормандия. Департамент коммуны — Кальвадос. Входит в состав кантона Троарн. Округ коммуны — Кан.
Код INSEE коммуны — 14221.

## Население
Население коммуны на 2010 год составляло 3329 человек.
| 1962 | 1968 | 1975 | 1982 | 1990 | 1999 | 2010 |
| ---- | ---- | ---- | ---- | ---- | ---- | ---- |
| 788  | 1045 | 1373 | 2165 | 2495 | 3052 | 3329 |

## Экономика
В 2010 году среди 2229 человек трудоспособного возраста (15—64 лет) 1575 были экономически активными, 654 — неактивными (показатель активности — 70,7 %, в 1999 году было 69,7 %). Из 1575 активных жителей работали 1482 человека (763 мужчины и 719 женщин), безработных было 93 (46 мужчин и 47 женщин). Среди 654 неактивных 226 человек были учениками или студентами, 298 — пенсионерами, 130 были неактивными по другим причинам.